# Alloxylon flammeum
Alloxylon flammeum là một loài thực vật có hoa trong họ Quắn hoa được tìm thấy trong các khu rừng mưa nhiệt đới Queensland phía đông bắc Úc. Loài này được P.H.Weston & Crisp miêu tả khoa học đầu tiên năm 1991.